# Esqui alpino nos Jogos Olímpicos de Inverno de 1980

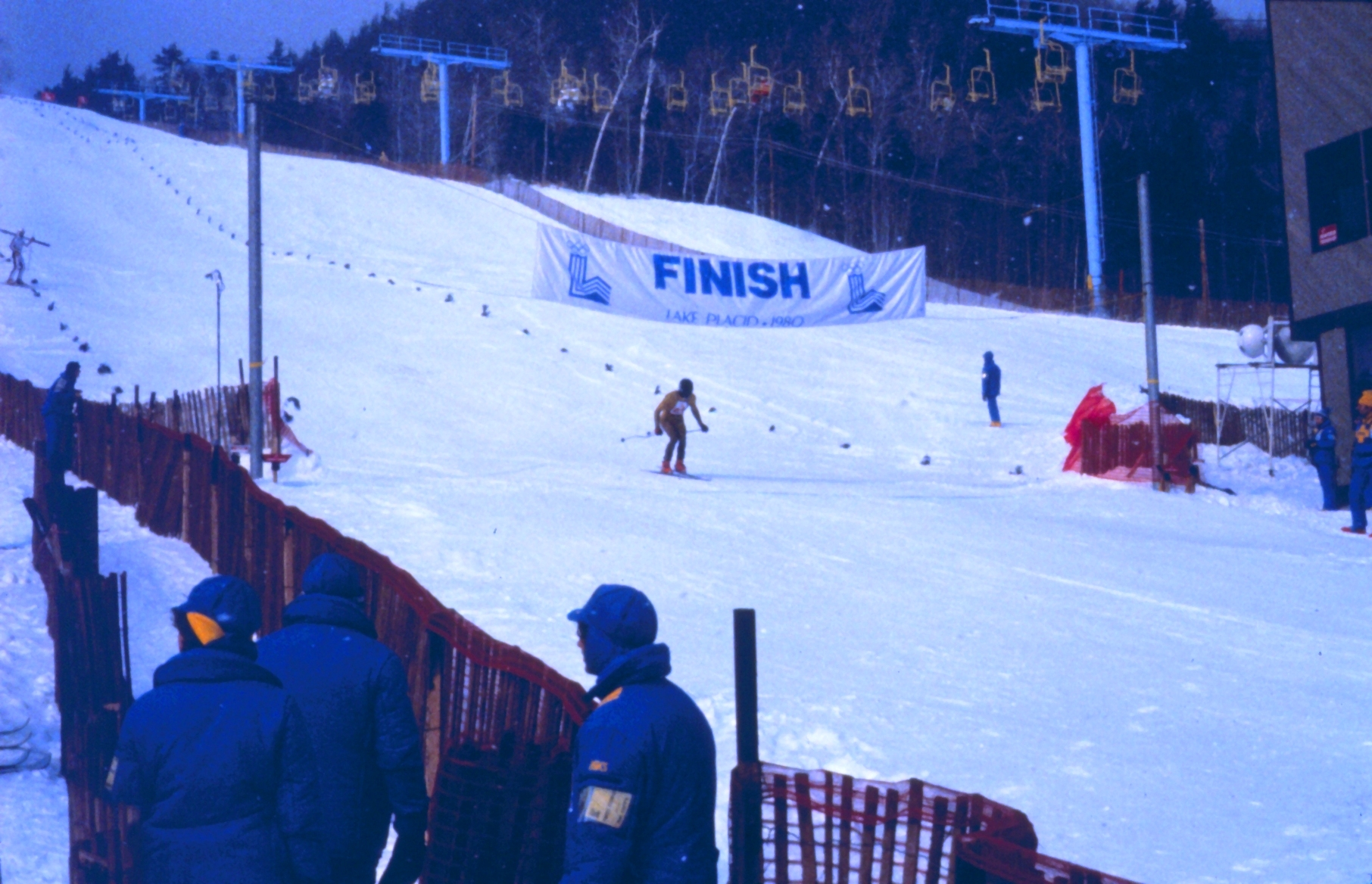
Esquiador cruza a linha de chegada nos Jogos

O esqui alpino nos Jogos Olímpicos de Inverno de 1980 consistiu de seis eventos, realizados entre 14 e 23 de fevereiro de 1980.
Todos os eventos foram disputados na montanha Whiteface, em Wilmington, Nova Iorque, cidade localizada a nordeste de Lake Placid, a cidade-sede dos Jogos.

## Medalhistas
Masculino
| Evento                  | Ouro                        | Prata                            | Bronze                     |
| ----------------------- | --------------------------- | -------------------------------- | -------------------------- |
| Downhill detalhes       | Leonhard Stock AUT Áustria  | Peter Wirnsberger AUT Áustria    | Steve Podborski CAN Canadá |
| Slalom detalhes         | Ingemar Stenmark SWE Suécia | Phil Mahre USA Estados Unidos    | Jacques Lüthy SUI Suíça    |
| Slalom gigante detalhes | Ingemar Stenmark SWE Suécia | Andreas Wenzel LIE Liechtenstein | Hans Enn AUT Áustria       |

Feminino
| Evento                  | Ouro                              | Prata                                    | Bronze                       |
| ----------------------- | --------------------------------- | ---------------------------------------- | ---------------------------- |
| Downhill detalhes       | Annemarie Moser-Pröll AUT Áustria | Hanni Wenzel LIE Liechtenstein           | Marie-Theres Nadig SUI Suíça |
| Slalom detalhes         | Hanni Wenzel LIE Liechtenstein    | Christa Kinshofer FRG Alemanha Ocidental | Erika Hess SUI Suíça         |
| Slalom gigante detalhes | Hanni Wenzel LIE Liechtenstein    | Irene Epple FRG Alemanha Ocidental       | Perrine Pelen FRA França     |

## Quadro de medalhas
| Ordem | País                   | Medalha de ouro | Medalha de prata | Medalha de bronze |    |
| ----- | ---------------------- | --------------- | ---------------- | ----------------- | -- |
| 1     | LIE Liechtenstein      | 2               | 2                |                   | 4  |
| 2     | AUT Áustria            | 2               | 1                | 1                 | 4  |
| 3     | SWE Suécia             | 2               |                  |                   | 2  |
| 4     | FRG Alemanha Ocidental |                 | 2                |                   | 2  |
| 5     | USA Estados Unidos     |                 | 1                |                   | 1  |
| 6     | SUI Suíça              |                 |                  | 3                 | 3  |
| 7     | CAN Canadá             |                 |                  | 1                 | 1  |
| 7     | FRA França             |                 |                  | 1                 | 1  |
| TOTAL | TOTAL                  | 6               | 6                | 6                 | 18 |